# Hollywood Park
Hollywood Park – miasto w Stanach Zjednoczonych, w stanie Teksas, w hrabstwie Bexar.